# Shinnston
Shinnston és una població dels Estats Units a l'estat de Virgínia de l'Oest. Segons el cens del 2000 tenia 2.295 habitants.

## Demografia
Segons el cens del 2000, Shinnston tenia 2.295 habitants, 982 habitatges, i 657 famílies. La densitat de població era de 515,2 habitants per km².
Dels 982 habitatges en un 27,2% hi vivien nens de menys de 18 anys, en un 53,4% hi vivien parelles casades, en un 11% dones solteres, i en un 33% no eren unitats familiars. En el 30,1% dels habitatges hi vivien persones soles el 17,6% de les quals corresponia a persones de 65 anys o més que vivien soles. El nombre mitjà de persones vivint en cada habitatge era de 2,34 i el nombre mitjà de persones que vivien en cada família era de 2,9.
Per edats la població es repartia de la següent manera: un 20,9% tenia menys de 18 anys, un 9,5% entre 18 i 24, un 24% entre 25 i 44, un 25,7% de 45 a 60 i un 19,9% 65 anys o més.
L'edat mediana era de 41 anys. Per cada 100 dones de 18 o més anys hi havia 83,2 homes.
La renda mediana per habitatge era de 26.786 $ i la renda mediana per família de 38.207 $. Els homes tenien una renda mediana de 29.609 $ mentre que les dones 20.156 $. La renda per capita de la població era de 16.352 $. Entorn del 14,2% de les famílies i el 18,1% de la població estaven per davall del llindar de pobresa.

## Poblacions més properes
El següent diagrama mostra les poblacions més properes.